# Luis Cárdenas
Luis Alberto Cárdenas López (* 15. September 1993 in Los Mochis, Sinaloa) ist ein mexikanischer Fußballspieler auf der Position eines Torwarts.
López wurde im Nachwuchsbereich des CF Monterrey ausgebildet, dessen diverse Nachwuchs- und Reservemannschaften er durchlief und erstmals in der Apertura 2013 in den Kader der ersten Mannschaft aufgenommen wurde. Über einen Einsatz in der Copa México kam er dabei allerdings nicht hinaus. Bis zu seinem ersten Einsatz in der höchsten mexikanischen Spielklasse musste er noch bis zur Clausura 2016 warten. Um Spielpraxis zu sammeln, wurde Cárdenas in der Saison 2017/18 an den Zweitligisten Atlético Zacatepec ausgeliehen und anschließend für eine Halbsaison (Apertura 2018) an den Ligakonkurrenten Querétaro FC.
Die bisher größte Stunde des im Spitzenfußball noch weitgehend unerfahrenen Keepers kam bei der FIFA-Klub-Weltmeisterschaft 2019, als er anstelle des erfahrenen Stammtorwarts Marcelo Barovero das Tor für die Rayados hüten durfte. Nach einer „Last-minute-Niederlage“ gegen den späteren Turniersieger FC Liverpool im Halbfinale wurde Cárdenas im Spiel um den dritten Platz gegen al-Hilal aufgrund seiner herausragenden Leistung mit dem Alibaba Cloud Match Award für den besten Spieler des Spiels ausgezeichnet. Nachdem das Spiel 2:2 ausgegangen war, wurde ein Elfmeterschießen erforderlich, in dem der „Matchwinner“ zunächst zwei Schüsse abwehrte und den letzten Schuss zum 4:3-Sieg seiner Mannschaft selbst verwandelte.